# Футболна лига на острови Сили
Футболна лига на острови Сили (на английски: Isles of Scilly Football League) е официалната футболна лига за Острови Сили. Футболната лига е най-малката в света,  само с два клуба.
Лигата е свързана с Футболната асоциация. 

## История
През 20-те години на ХХ век е образувана Лионската Интер-Островна Купа (на английски: Lyonnesse Inter-Island Cup), състезание между островите на Сейнт Мери'с, Треско, Сейнт Мартинс, Брайър и Сейнт Агнес. До 50-те години на миналия век са останали само два клуба – „Рейнджърс“ и „Роувърс“. През 1984 г. двата клуба сменят имената си на „Уулпак Уондърърс“ и „Гарисън Ганърс“, които са настоящите им имена. 
Лигата се опитва да влезе в рекордите на Гинес за най-малката лига в света. 
През април 2008 г. Адидас стартира реклама, наречена „Dream Big“, включваща няколко известни футболисти, като Дейвид Бекъм, Стивън Джерард и Патрик Виейра. 

## Структура
В лигата участват „Уулпак Уондърърс“ и „Гарисън Ганърс“, които играят взаимно седемнадесет пъти, най-често в неделя. Съществуват и две купи: (на английски: Wholesalers Cup) и „Купа на лигата“ (на английски: Foredeck Cup). Има мач „Старците срещу младежите“, който се играе на „Денят на подаръците“ (на английски: Boxing Day.). Самият сезон започва с благотворителния мач (на английски: Charity Shield).  Всички мачове се играят на футболното игрище на Гарисън, на остров Сейнт Мерис. 
Срещите се играят през зимата, от средата на ноември до края на март. 
Понякога сборен отбор на островите Сили играе сещу „Newlyn Non Athletico“, отбор от 14-о ниво на Английската футболна пирамида. Отбор от остров „Труро“ посещава всяка година, за да играе срещу комбиниран отбор. 

## Отличия
„Уулпак Уондърърс“ е печелилил Суперкупата (на английски: Charity Cup) 5 пъти – през 2002, 2004, 2005, 2006 и 2007 г. Освен това два пъти са Националната купа (на английски: Lioness Shield) – през 2006 и 2007 г. 
„Гарисън Ганърс“ печелилил купата (на английски: Lioness Shield) само веднъж, през 2005 г. 

## Шампиони по клубове
| Клуб             | Шампион | Години                                                                                   |
| ---------------- | ------- | ---------------------------------------------------------------------------------------- |
| Гарисън Ганърс   | 10      | 1994/95, 2003/04, 2004/05, 2007/08, 2008/09, 2011/12, 2015/16, 2016/17, 2017/18, 2018/19 |
| Уулпак Уондърърс | 7       | 1991/92, 2005/06, 2006/07, 2009/10, 2010/11, 2012/13, 2019/20                            |